# Impacto ambiental de la industria del cemento

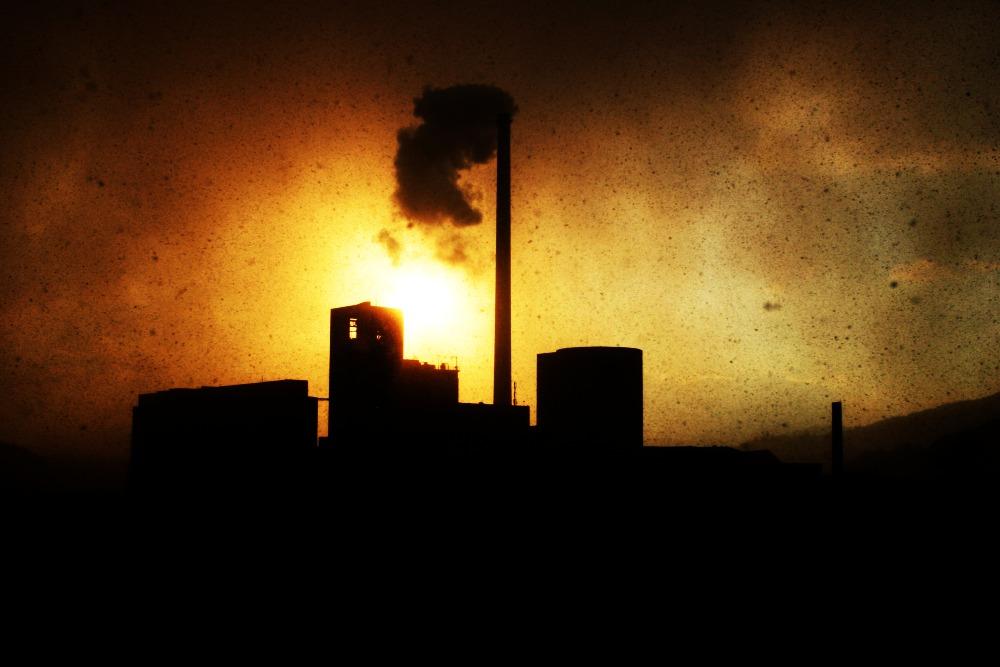
Emisiones atmosféricas de una fábrica de cemento sin los controles adecuados sobre las emisiones atmosféricas.

La fabricación de cemento provoca impactos medioambientales en todas las fases del proceso. Entre ellos se incluyen las emisiones de contaminación atmosférica en forma de polvo, gases, ruido y vibraciones durante el funcionamiento de la maquinaria y las voladuras en las canteras, así como los daños causados al paisaje por la explotación de las canteras. 
Los procesos de combustión química y térmica implicados en la producción de cemento son una gran fuente de emisiones de dióxido de carbono (CO2). Ya sea durante la reacción química, cuando el carbonato calcio se transforma en dióxido de carbono y cal, o al quemar combustibles fósiles para obtener la energía necesaria en la reacción. Cada año se producen más de 4.000 millones de toneladas de cemento, lo que representa alrededor del 8% de las emisiones mundiales de CO2. Esto convierte a la industria del cemento en una de las mayores contribuyentes al cambio climático, ocupando el tercer lugar por debajo de la producción de energía y el transporte.

## Impactos ambientales potenciales

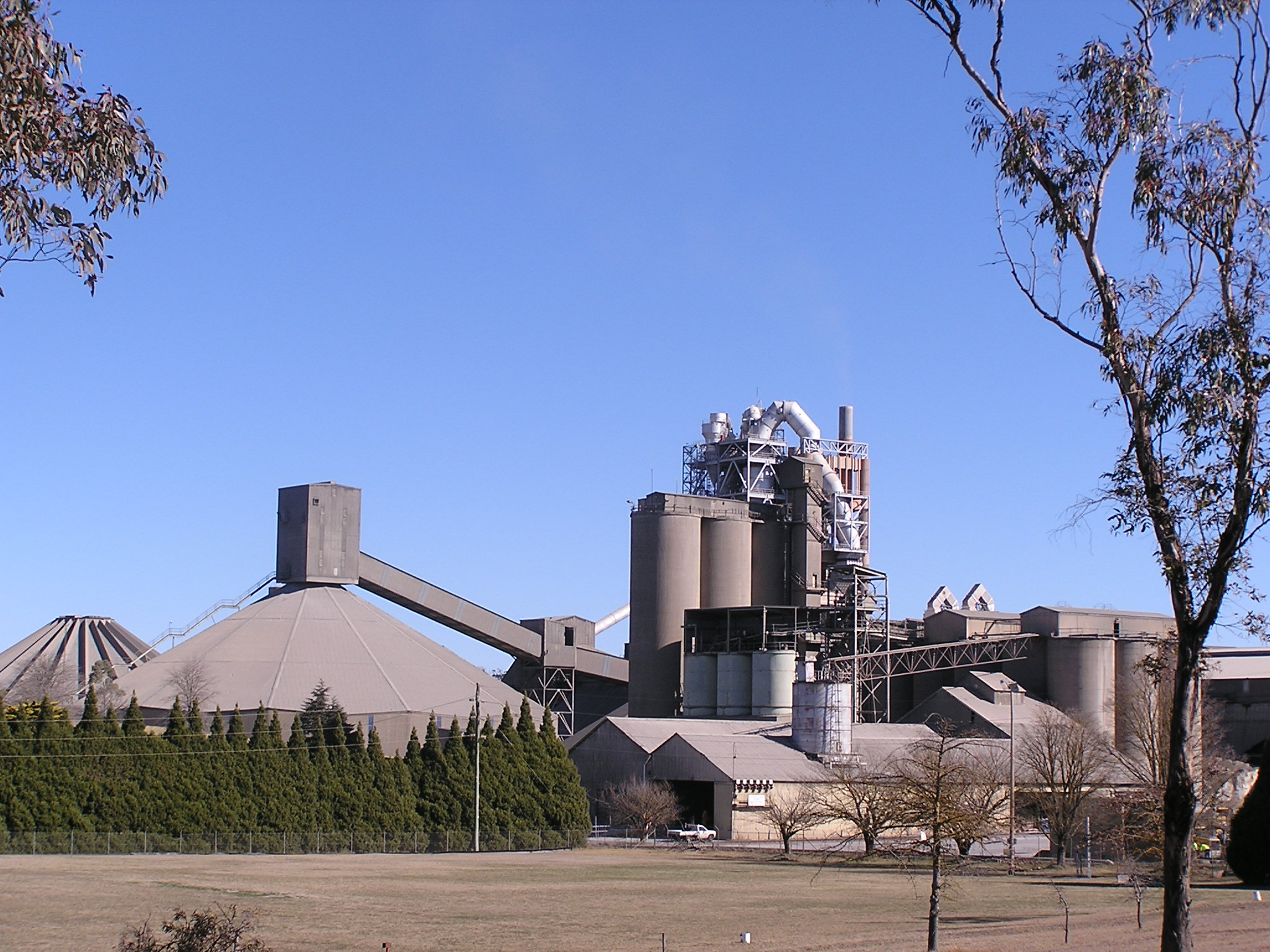
Fábrica de cemento en Australia, no se aprecian emisiones atmosféricas dañinas.

Las plantas de cemento pueden tener impactos ambientales positivos en lo que se relaciona con el manejo de los desechos, la tecnología y el proceso son muy apropiados para la reutilización o destrucción de una variedad de materiales residuales, incluyendo algunos desperdicios peligrosos. Asimismo, el polvo del horno que no se puede reciclar en la planta sirve para tratar los suelos, neutralizar los efluentes ácidos de las minas, estabilizar los desechos peligrosos o como relleno para el asfalto.
Los impactos ambientales negativos de las operaciones de cemento ocurren en las siguientes áreas del proceso: manejo y almacenamiento de los materiales (partículas), molienda (partículas), y emisiones durante el enfriamiento del horno y la escoria (partículas o "polvo del horno", gases de combustión que contienen monóxido (CO) y dióxido de carbono (CO2), hidrocarburos, aldehídos, cetonas, y óxidos de azufre y nitrógeno). Los contaminantes hídricos se encuentran en los derrames del material de alimentación del horno alto (pH, sólidos suspendidos, sólidos disueltos, principalmente potasio y sulfato), y el agua de enfriamiento del proceso (calor residual). El escurrimiento y el líquido lixiviado de las áreas de almacenamiento de los materiales y de eliminación de los desechos puede ser una fuente de contaminantes para las aguas superficiales y freáticas.
El polvo, especialmente la sílice libre, constituye un riesgo importante para la salud de los empleados de la planta cuya exposición provoca la silicosis.
Algunos de los impactos mencionados pueden ser evitados completamente, o atenuados más exitosamente, si se escoge el sitio de la planta con cuidado.
Véase también:
- Material peligroso
- Peligro industrial
- Parque industrial (localización)

Usualmente, las plantas de cemento se ubican cerca de las canteras de piedra caliza a fin de reducir los costos de transporte de materia prima. Sea que están expuestos o no, los impactos ambientales de la operación de la cantera se deben considerar durante la evaluación de los impactos del proceso de fabricación del cemento.

## Temas especiales

### Emisiones de partículas a la atmósfera
La fabricación de cemento incluye el transporte de materiales polvorientos o pulverizados desde la cantera de piedra caliza, hasta el embarque del producto terminado para envío. Las partículas son la causa más importante del impacto ambiental negativo. Los precipitadores electrostáticos, o los filtros de bolsa, constituyen un requerimiento rutinario para controlar las emisiones de partículas de los hornos. El control del polvo que resulta del transporte de los materiales es uno de los desafíos más difíciles; las bandas transportadoras, pilas de acopio, y caminos de la planta, pueden ser causas más importantes de degradación de la calidad del aire, que las emisiones del molino y el horno. Se deben emplear recolectores mecánicos de polvo donde sea práctico, por ejemplo, en los trituradores, transportadores y el sistema de carga. En la mayoría de los casos, el polvo recolectado puede ser reciclado, reduciendo el costo y disminuyendo la producción de desechos sólidos. Se puede mantener limpios los camiones de la planta con aspiradoras y/o rociadores, a fin de eliminar el polvo atmosférico causado por el tráfico y el viento. Deben ser cubiertas las pilas de acopio tanto como sea posible. Los camiones que transportan materiales a la planta y fuera de ésta deben tener carpas y límites de velocidad.

### Descargas de desechos líquidos

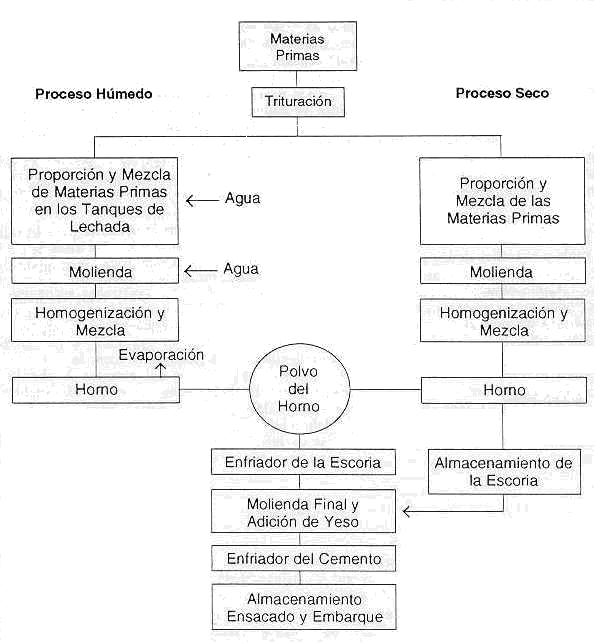
Proceso del Cemento.

En las plantas del proceso "seco", se alimentan al horno las materias primas secas. El único efluente es el agua de enfriamiento, y ésta puede ser eliminada con torres de enfriamiento o piscinas. En el proceso "Húmedo", se alimentan las materias primas al horno en forma de una lechada. En algunos casos, las plantas pueden lixiviar el polvo del horno que se ha recolectado, a fin de eliminar el álcali soluble antes de volver a alimentarlo al horno. En estas plantas, el rebosamiento del clarificador del proceso de lixiviación constituye la fuente más severa de contaminación hídrica; requiere neutralización (posiblemente mediante carbonicen) antes de descargarlo.

## Uso de los hornos de cemento para reciclar o eliminar los desechos
Los desechos de aceite, solventes, residuos de pintura y otros desperdicios inflamables, han sido utilizados como combustibles suplementarios para los hornos de cemento. Esta práctica comenzó en los Estados Unidos en 1979, para conservar energía y reducir los costos de combustible, y ha sido satisfactorio en términos, tanto de la calidad del producto, como el impacto ambiental. Además, algunos desechos sólidos pueden ser utilizados como combustibles, tal como las llantas gastadas. Los requerimientos de materia prima pueden ser satisfechos, parcialmente, con los desperdicios (rutinariamente usados) de otras industrias: yeso de las plantas de ácido fosfórico, piritas tostadas de la producción de ácido sulfúrico, escoria de los altos hornos , y ceniza de las plantas termoeléctricas a carbón.
La alta temperatura de la llama y la naturaleza del producto hacen que los hornos de cemento sean atractivos para destruir una variedad de materiales orgánicos peligrosos. Manejados correctamente, los hornos constituyen una alternativa mucho menos costosa que los incineradores de desechos. Las pruebas realizados por la Agencia de Protección Ambiental de los EE. UU. y otros, han demostrado que la destrucción de los compuestos orgánicos, incluyendo PCB y los pesticidas organocloruros y órgano fósforos, iguala o supera los resultados logrados por los incineradores de desperdicios peligrosos que operan a temperaturas más bajas. Muchos compuestos metálicos tóxicos pueden ser quemados en los hornos de cemento en cantidades que sean suficientemente pequeñas, y que no afecten negativamente la calidad del producto, ni la seguridad, porque se vinculan a la escoria y llegan a formar parte del producto. El plomo, sin embargo, requiere atención especial; hasta la mitad de la cantidad introducida sale del horno y se precipita con el polvo del horno. El reciclaje del polvo aumenta la concentración del plomo hasta el punto en que éste, también, se vincula a la escoria, pero una cantidad pequeña (0.2 a 1.0 por ciento) se escapa con los gases de la chimenea. Talium se emite con el humo del horno, es decir, no se liga a los sólidos. Los estudios del comportamiento del mercurio, hasta la década de los 90, han sido inconcluyentes.